# مارك هانسن (سياسي)
مارك هانسن هو صحفي وسياسي لوكسمبورغي، ولد في 10 أبريل 1971 في مدينة لوكسمبورغ في لوكسمبورغ. نشط حزبياً في الحزب الديمقراطي. وقد انتخب نائب ‏.